# Hegeney
Hegeney est une commune française située dans la circonscription administrative du Bas-Rhin et, depuis le 1er janvier 2021, dans le territoire de la Collectivité européenne d'Alsace, en région Grand Est.
Cette commune se trouve dans la région historique et culturelle d'Alsace.

## Géographie

### Localisation
La commune est à 1,6 km de Morsbronn-les-Bains, 3,5 de Forstheim, et 3,6 de Eschbach.
|           | Morsbronn-les-Bains | Durrenbach          |
| Forstheim | Hegeney             |                     |
| Laubach   | Eschbach            | Walbourg-Hinterfeld |

### Géologie et relief
La commune se compose de 27,51 hectares de territoires agricoles (15,81 %) et 146,42 hectares de forêts et milieux semi-naturels (84,15 %).
Le village de Hegeney s'inscrit dans un paysage de collines annonçant le piémont des Vosges.
Formations géologiques du territoire communal présentes à l'affleurement ou en subsurface

### Sismicité
Commune située dans une zone de sismicité modérée.

### Hydrographie et les eaux souterraines
Hydrogéologie et climatologie : Système d’information pour la gestion des eaux souterraines du bassin Rhin-Meuse :
Territoire communal : Occupation du sol (Corinne Land Cover); Cours d'eau (BD Carthage),
Géologie : Carte géologique; Coupes géologiques et techniques,
 Hydrogéologie : Masses d'eau souterraine; BD Lisa; Cartes piézométriques.
La commune est dans le bassin versant du Rhin au sein du bassin Rhin-Meuse. Elle est drainée par le ruisseau l'Eberbach et le ruisseau le Hohlbach,.
L'Eberbach, d'une longueur de 44 km, prend sa source dans la commune de Gundershoffen et se jette  dans la Sauer à Forstfeld, après avoir traversé 14 communes. 

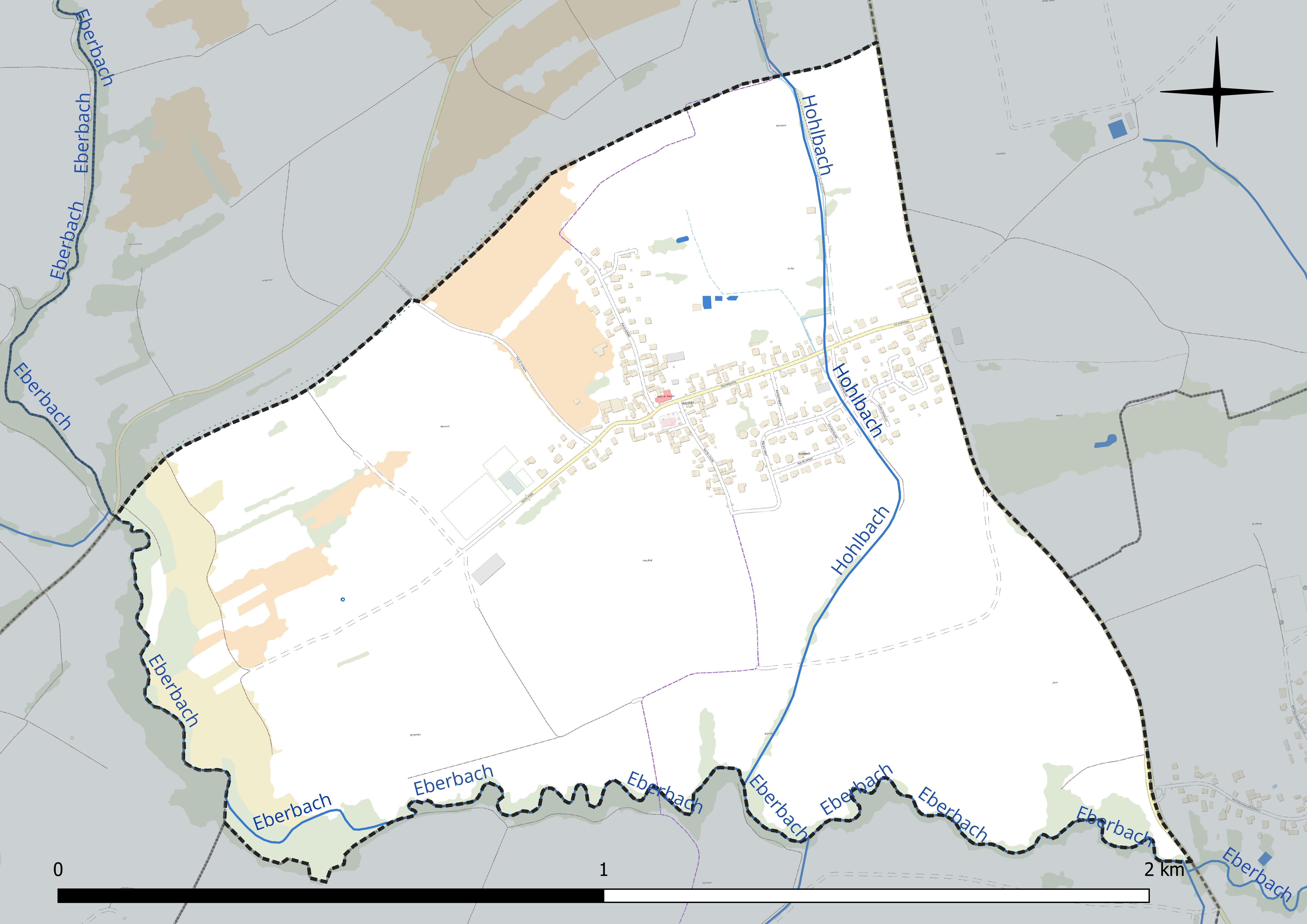
Réseau hydrographique de Hegeney.

### Climat
Pour des articles plus généraux, voir Climat du Grand Est et Climat du Bas-Rhin.
En 2010, le climat de la commune est de type climat des marges montargnardes, selon une étude du Centre national de la recherche scientifique s'appuyant sur une série de données couvrant la période 1971-2000. En 2020, Météo-France publie une typologie des climats de la France métropolitaine dans laquelle la commune est exposée à un climat semi-continental et est dans la région climatique  Vosges, caractérisée par une pluviométrie très élevée (1 500 à 2 000 mm/an) en toutes saisons et un hiver rude (moins de 1 °C). 
Pour la période 1971-2000, la température annuelle moyenne est de 10,4 °C, avec une amplitude thermique annuelle de 17,9 °C. Le cumul annuel moyen de précipitations est de 761 mm, avec 9,8 jours de précipitations en janvier et 10,3 jours en juillet. Pour la période 1991-2020, la température moyenne annuelle observée sur la station météorologique de Météo-France la plus proche, « Preuschdorf », sur la commune de Preuschdorf à 7 km à vol d'oiseau, est de 11,3 °C et le cumul annuel moyen de précipitations est de 834,2 mm. 
La température maximale relevée sur cette station est de 39,8 °C, atteinte le 4 juillet 2015 ; la température minimale est de −19,9 °C, atteinte le 8 janvier 1985,,. 
Les paramètres climatiques de la commune ont été estimés pour le milieu du siècle (2041-2070) selon différents scénarios d'émission de gaz à effet de serre à partir des nouvelles projections climatiques de référence DRIAS-2020. Ils sont consultables sur un site dédié publié par Météo-France en novembre 2022.

### Voies de communications et transports

#### Voies routières
- Le village de Hegeney est situé en bordure de l'axe routier reliant Haguenau à Wœrth[14].
- D 27 vers Morsbronn-les-Bains, Haguenau,
- D 148 vers Mertzwiller,
- D 286 vers Durrenbach.

#### Transports en commun
- Transports en Alsace.
- Fluo Grand Est.

##### SNCF

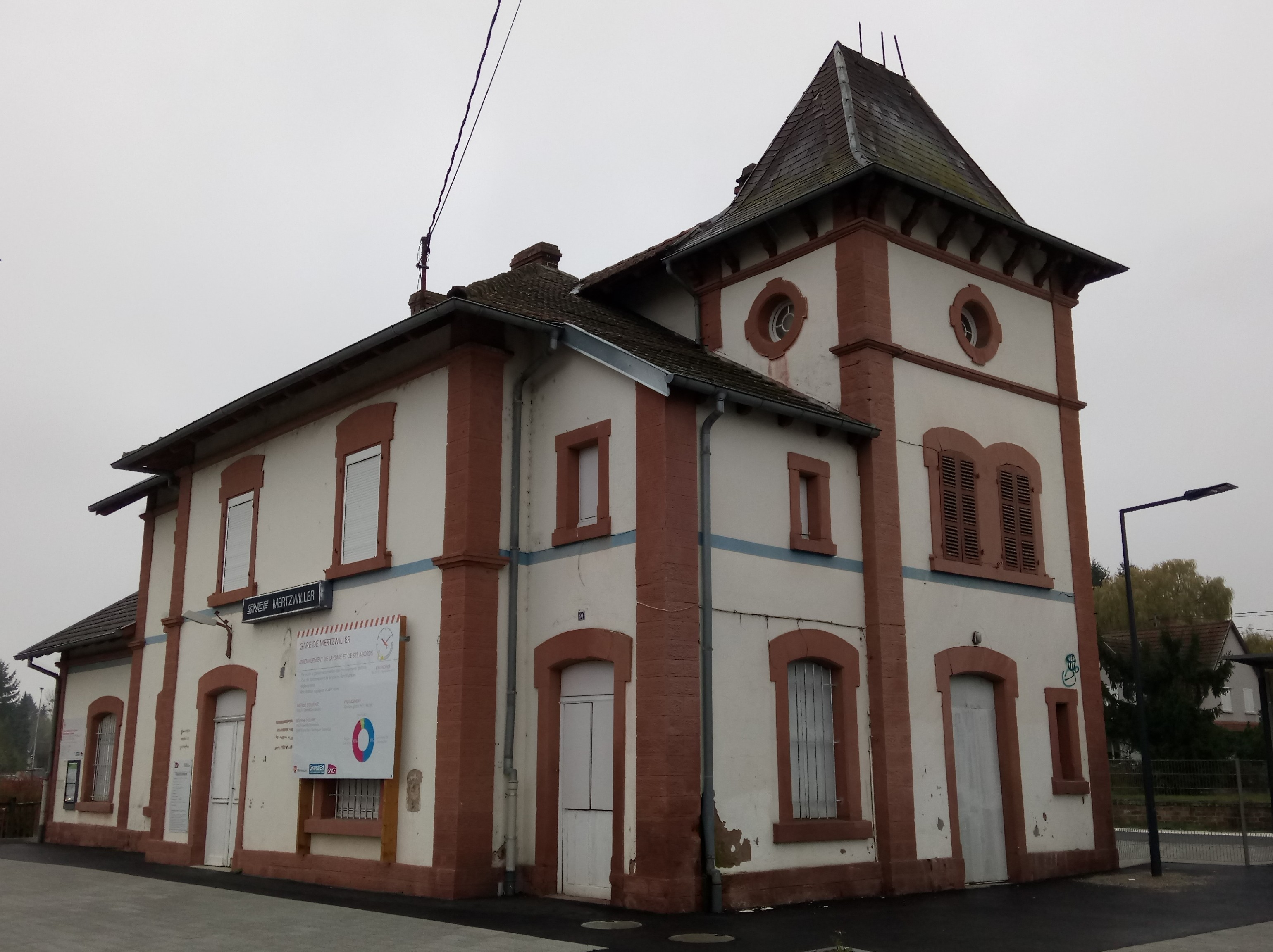
Gare de Mertzwiller.

Gares proches :
- Gare de Walbourg, Gare de Mertzwiller.
- Gare de Mertzwiller,
- Gare de Gundershoffen,
- Gare de Schweighouse-sur-Moder,
- Gare de Hoelschloch.

### Intercommunalité
Commune membre de la communauté de communes Sauer-Pechelbronn.

## Urbanisme

### Typologie
Au 1er janvier 2024, Hegeney est catégorisée bourg rural, selon la nouvelle grille communale de densité à sept niveaux définie par l'Insee en 2022.
Elle est située hors unité urbaine. Par ailleurs la commune fait partie de l'aire d'attraction de Haguenau, dont elle est une commune de la couronne,. Cette aire, qui regroupe 34 communes, est catégorisée dans les aires de 50 000 à moins de 200 000 habitants,.

### Occupation des sols
L'occupation des sols de la commune, telle qu'elle ressort de la base de données européenne d’occupation biophysique des sols Corine Land Cover (CLC), est marquée par l'importance des territoires agricoles (84,3 % en 2018), une proportion identique à celle de 1990 (84,3 %). La répartition détaillée en 2018 est la suivante : 
terres arables (66,2 %), zones urbanisées (15,7 %), zones agricoles hétérogènes (12,3 %), cultures permanentes (5,8 %). L'évolution de l’occupation des sols de la commune et de ses infrastructures peut être observée sur les différentes représentations cartographiques du territoire : la carte de Cassini (XVIIIe siècle), la carte d'état-major (1820-1866) et les cartes ou photos aériennes de l'IGN pour la période actuelle (1950 à aujourd'hui).

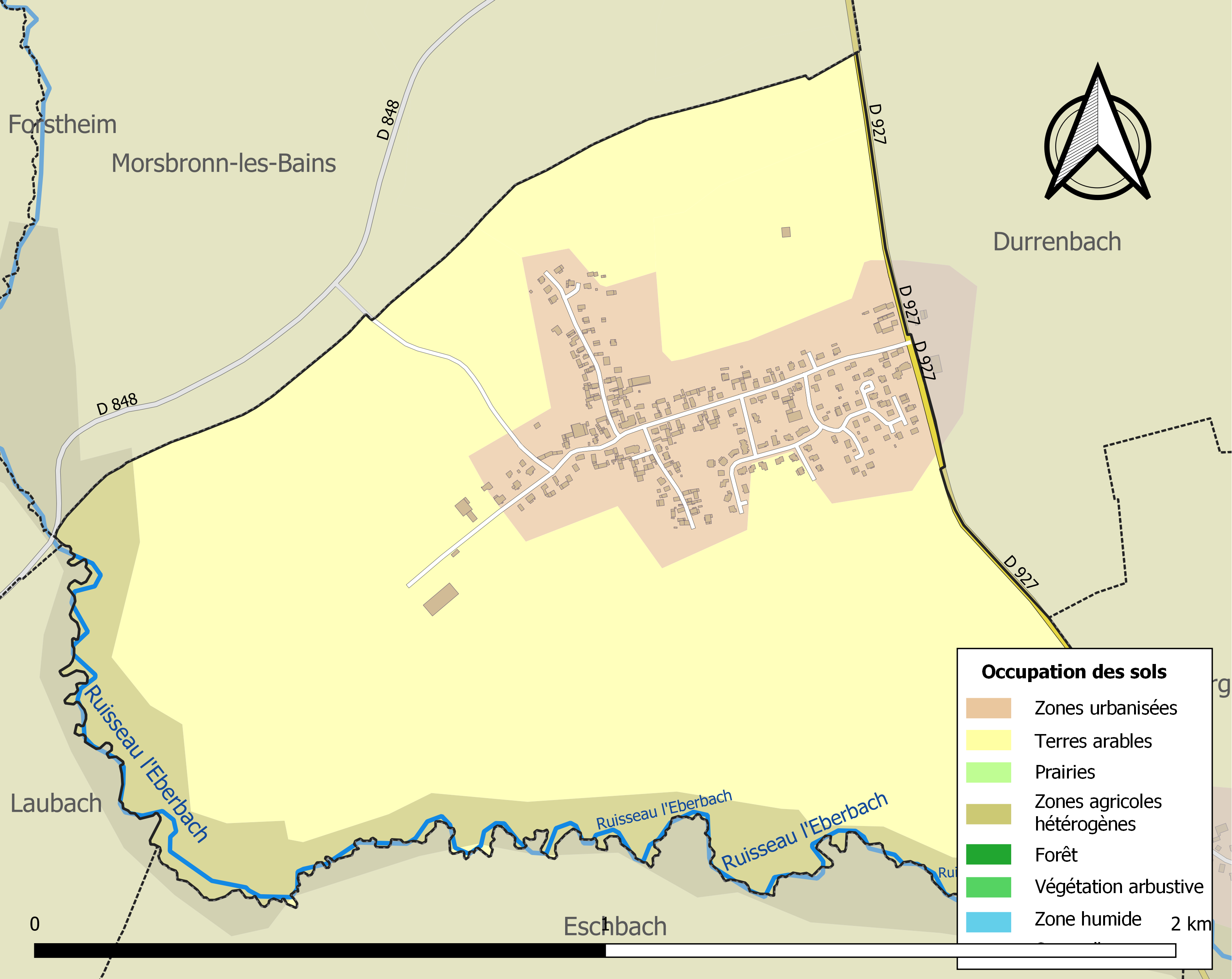
Carte des infrastructures et de l'occupation des sols de la commune en 2018 (CLC).

## Histoire
La première trace archéologique du site de Hegeney est une grande hache pesant 545 grammes et datant de l'âge du bronze. Trouvée sur le ban de la commune, elle est exposée au musée de Haguenau.
Des restes de structures et des monnaies romaines des IIe et IIIe siècles ont été découvertes au lieu-dit Wasserrut, près de la route romaine qui reliait Morsbronn-les-Bains à Laubach.
Un diagnostic archéologique, réalisé en 2012 a par ailleurs permis la mise en évidence d’un four de tuiliers gallo-romain.
L'abbaye de Wissembourg fondée autour de 660 jouit de la faveur des rois mérovingiens et reçoit des donations dans de nombreuses localités. En 742, le duc Luitfrid Ier d'Alsace, fait don à cette abbaye de quatre fermes à Heconheim (Hegeney). En 786, le site apparaît sous le vocable Aginoni Villa (la ferme d'Aginon).
En 1280, avec la constitution de la Reichsvogtei (Grand Bailliage impérial) de Haguenau, la communauté de Heckenheim devient village impérial dépendant, avec le village voisin d'Eschbach, de la prévôté de Forstheim.
Vendredi 11 août 1368, la ville de Haguenau fait confisquer les chevaux et le bétail des habitants du village.
Lors de la guerre de Trente Ans, en 1632, le village fut incendié par les troupes suédoises. Après 1648 et la fin de la guerre de Trente Ans, la mainmise française s'affirme progressivement sur le Grand Bailliage. Le village impérial de Hegeney avec tout le Grand Bailliage est donné en fief au duc de Mazarin (à ne pas confondre avec le cardinal de Mazarin dont il épouse la nièce et hérite le titre ainsi que la fortune). Par la suite, le village royal de Hegeney appartiendra aux héritiers du duc jusqu'à la Révolution française de 1789.

### Héraldique
| Blason de Hegeney | Blason  | Parti : au premier mi-parti de gueules à l'aigle bicéphale d'argent, au second d'azur à la fleur de lys d'or. |
| Blason de Hegeney | Détails | |

## Politique et administration

### Budget et fiscalité 2023

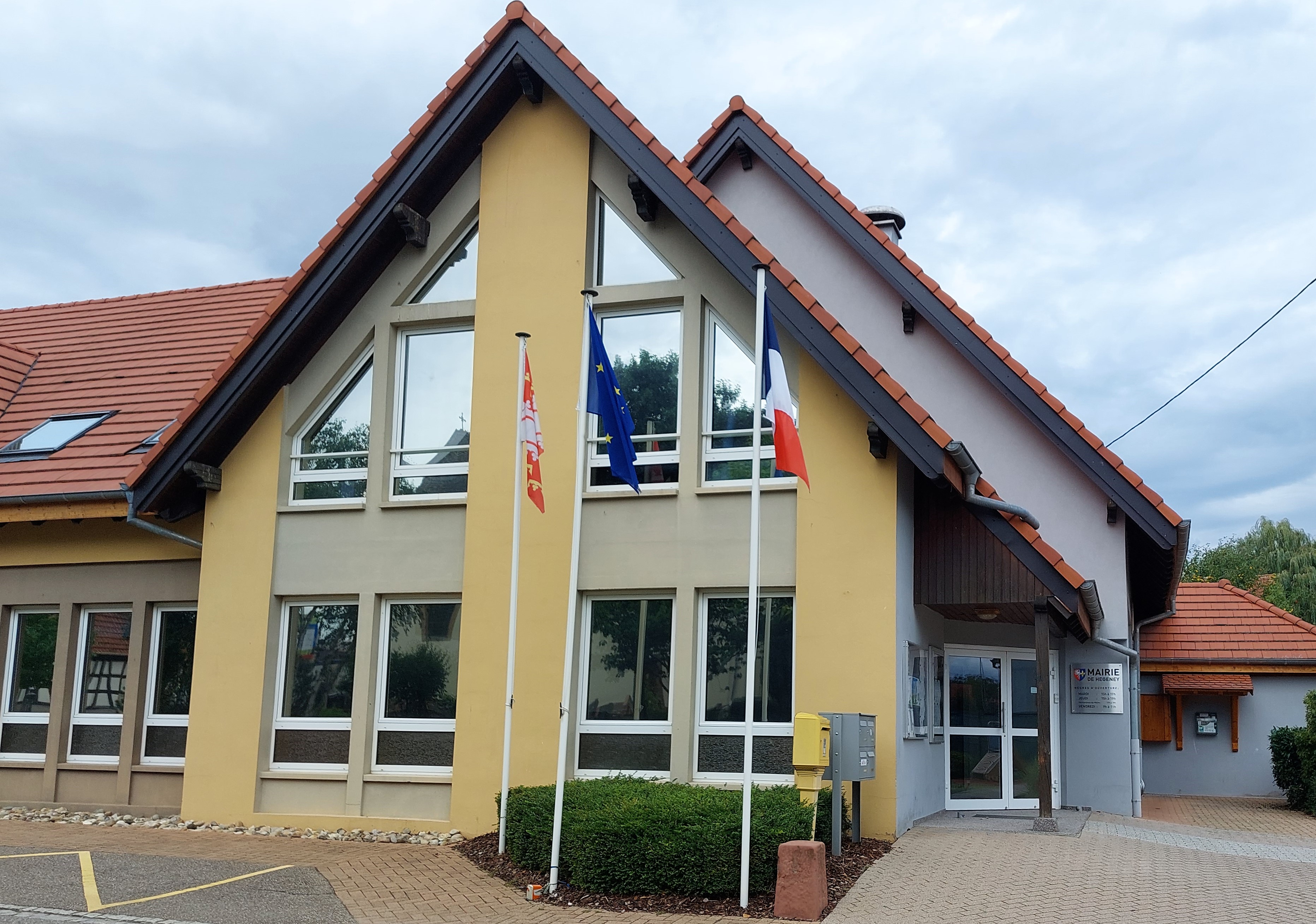
Mairie.

En 2023, le budget de la commune était constitué ainsi :
- total des produits de fonctionnement : 277 000 €, soit 844 € par habitant ;
- total des charges de fonctionnement : 277 000 €, soit 625 € par habitant ;
- total des ressources d'investissement : 681 000 €, soit 1 536 € par habitant ;
- total des emplois d'investissement : 637 000 €, soit 1 438 € par habitant ;
- endettement : 449 000 €, soit 1 013 € par habitant.

Avec les taux de fiscalité suivants :
- taxe d'habitation : 14,68 % ;
- taxe foncière sur les propriétés bâties : 30,49 % ;
- taxe foncière sur les propriétés non bâties : 78,54 % ;
- taxe additionnelle à la taxe foncière sur les propriétés non bâties : 0,00 % ;
- cotisation foncière des entreprises : 0,00 %.

Chiffres clés Revenus et pauvreté des ménages en 2021 : médiane en 2021 du revenu disponible, par unité de consommation : 26 260 €.

## Économie

### Entreprises et commerces

#### Agriculture
- Culture de céréales, de légumineuses et de graines oléagineuses ;
- Culture et élevage associés.

#### Tourisme
- Hébergements et restauration à Morsbronn-les-Bains, Gunstett, Haguenau.

#### Commerces
- Commerces et services de proximité à Gundershoffen, Durrenbach, Reichshoffen.

## Population et société

### Démographie

#### Évolution démographique
L'évolution du nombre d'habitants est connue à travers les recensements de la population effectués dans la commune depuis 1793. Pour les communes de moins de 10 000 habitants, une enquête de recensement portant sur toute la population est réalisée tous les cinq ans, les populations de référence des années intermédiaires étant quant à elles estimées par interpolation ou extrapolation. Pour la commune, le premier recensement exhaustif entrant dans le cadre du nouveau dispositif a été réalisé en 2004.

En 2022, la commune comptait 435 habitants, en évolution de +3,57 % par rapport à 2016 (Bas-Rhin : +3,17 %, France hors Mayotte : +2,11 %).
| 1793 | 1800 | 1806 | 1821 | 1831 | 1836 | 1841 | 1846 | 1851 |
| ---- | ---- | ---- | ---- | ---- | ---- | ---- | ---- | ---- |
| 238  | 273  | 277  | 310  | 383  | 379  | 313  | 340  | 348  |

| 1856 | 1861 | 1866 | 1871 | 1875 | 1880 | 1885 | 1890 | 1895 |
| ---- | ---- | ---- | ---- | ---- | ---- | ---- | ---- | ---- |
| 315  | 334  | 315  | 286  | 269  | 284  | 268  | 268  | 277  |

| 1900 | 1905 | 1910 | 1921 | 1926 | 1931 | 1936 | 1946 | 1954 |
| ---- | ---- | ---- | ---- | ---- | ---- | ---- | ---- | ---- |
| 256  | 219  | 234  | 227  | 240  | 226  | 236  | 231  | 233  |

| 1962 | 1968 | 1975 | 1982 | 1990 | 1999 | 2004 | 2006 | 2009 |
| ---- | ---- | ---- | ---- | ---- | ---- | ---- | ---- | ---- |
| 231  | 219  | 209  | 230  | 312  | 328  | 341  | 390  | 381  |

| 2014 | 2019 | 2022 | - | - | - | - | - | - |
| ---- | ---- | ---- | - | - | - | - | - | - |
| 415  | 433  | 435  | - | - | - | - | - | - |

### Enseignement
Établissements d'enseignements :
- École maternelle,
- École primaire à Morsbronn-les-Bains, Eschbach, Laubach, Forstheim, Durrenbach,
- Collèges à Walbourg, Mertzwiller, Wœrth, Schweighouse-sur-Moder, Reichshoffen,
- Lycées à Walbourg, Haguenau.

### Santé
Professionnels et établissements de santé :
- Médecins à Eschbach, Morsbronn-les-Bains, Durrenbach, Walbourg, Mertzwiller,
- Pharmacies à Morsbronn-les-Bains, Mertzwiller, Gundershoffen,
- Hôpitaux à Goersdorf, Haguenau.

### Cultes
- Culte catholique, communauté de paroisses Entre Eberbach et Sauer[32], diocèse de Strasbourg.

## Culture locale et patrimoine

### Lieux et monuments

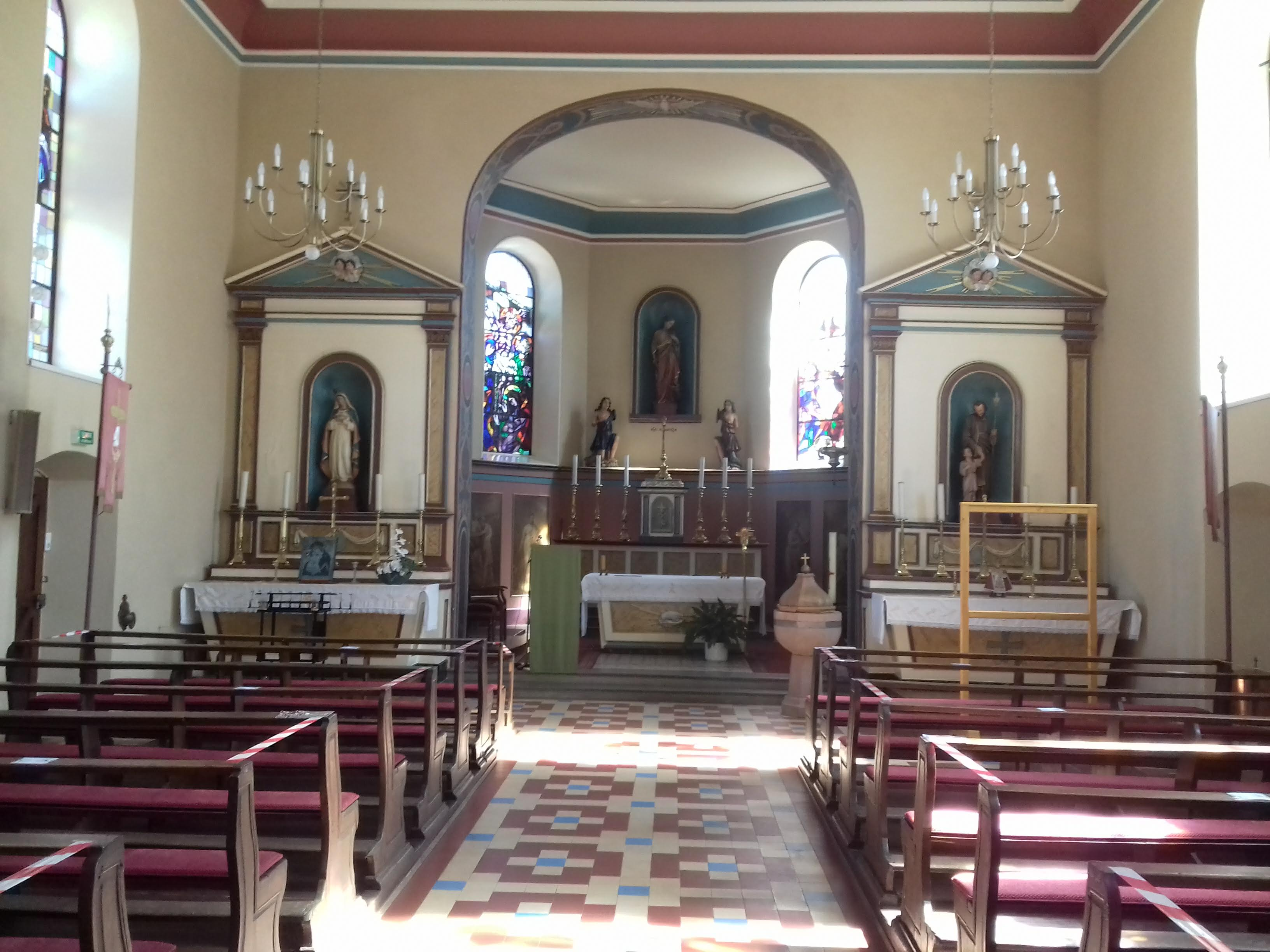
Intérieur de l'église Sainte-Marguerite.
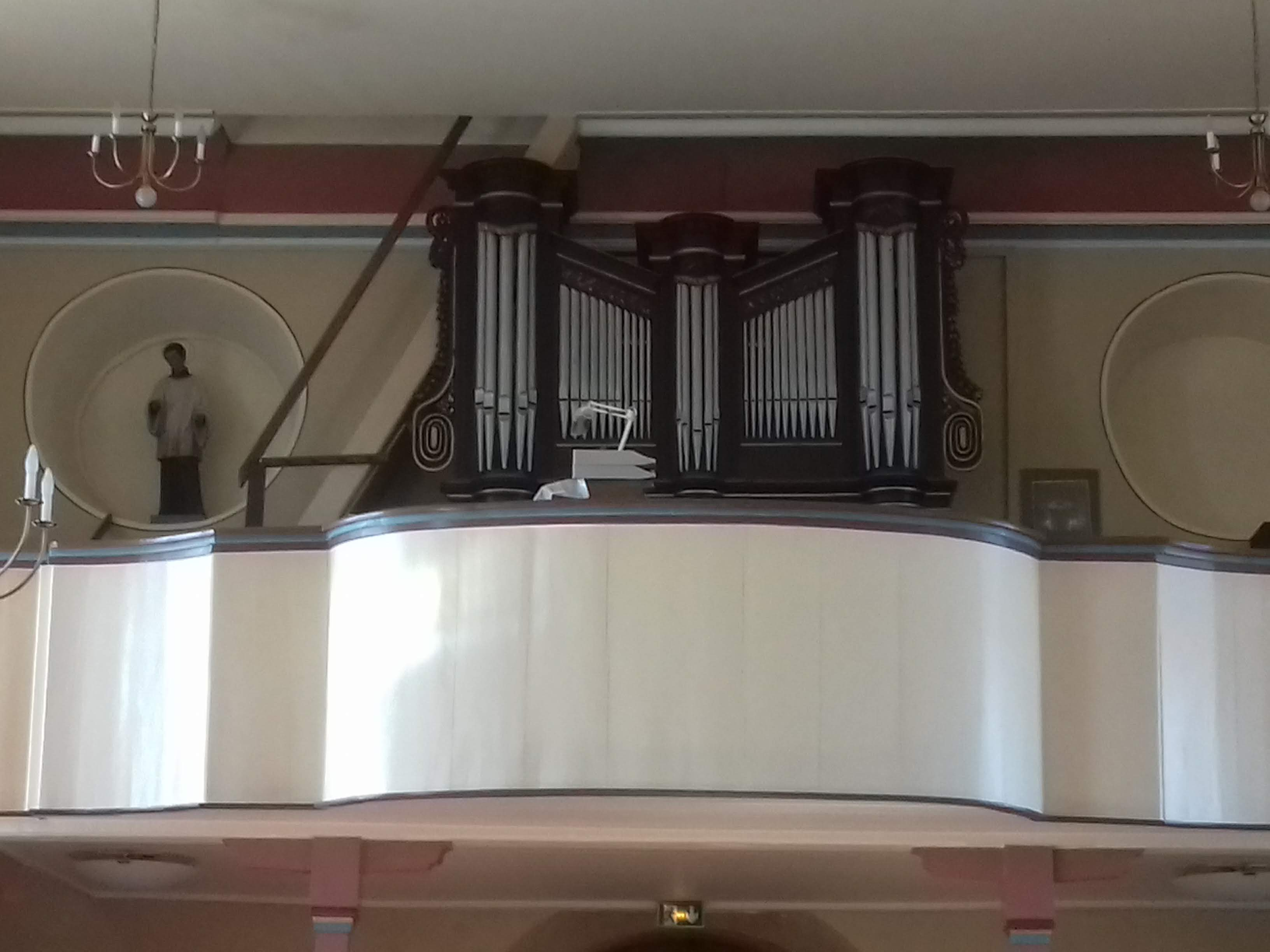
Orgue de l'église.
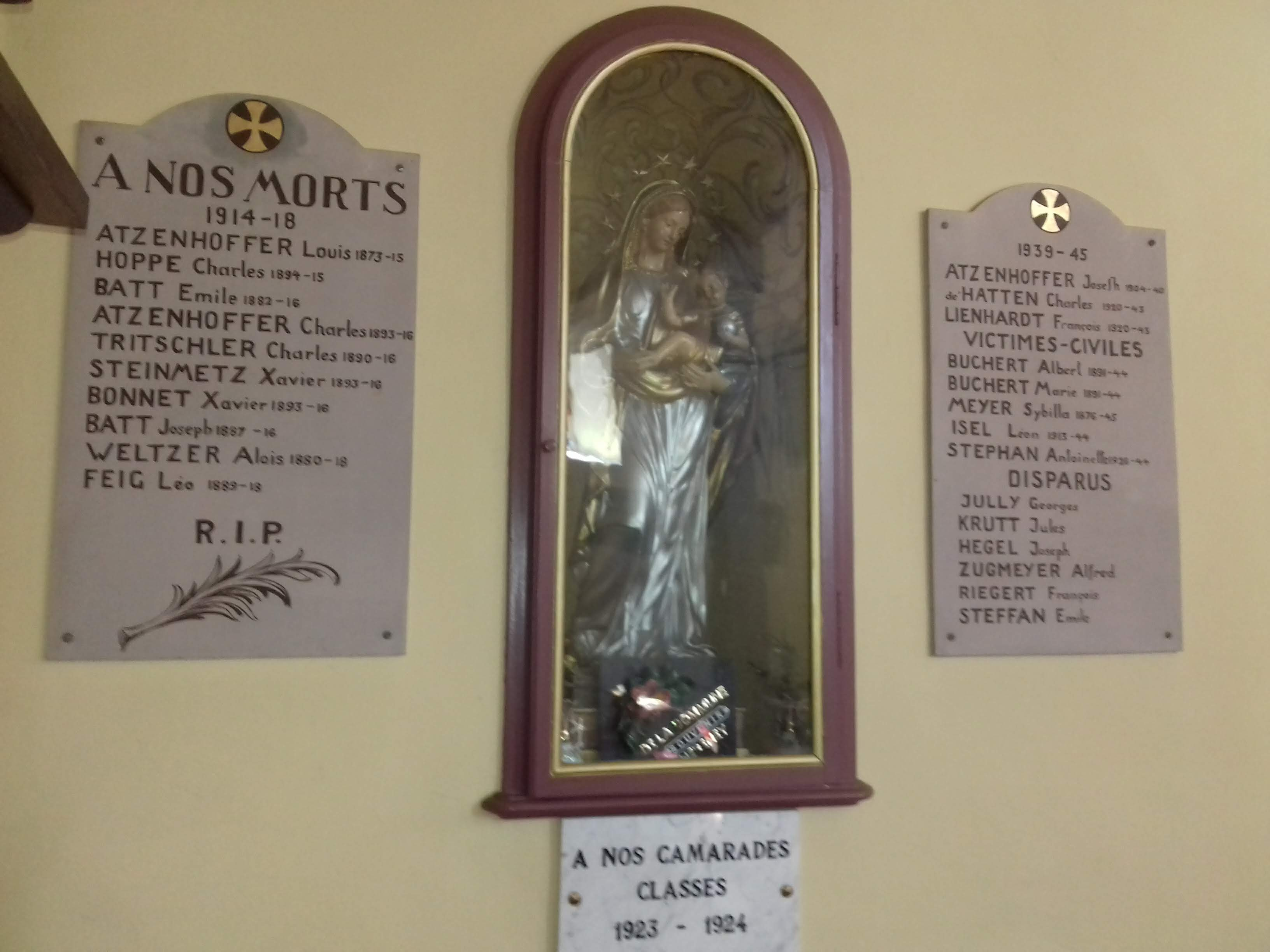
Intérieur église Sainte-Marguerite.
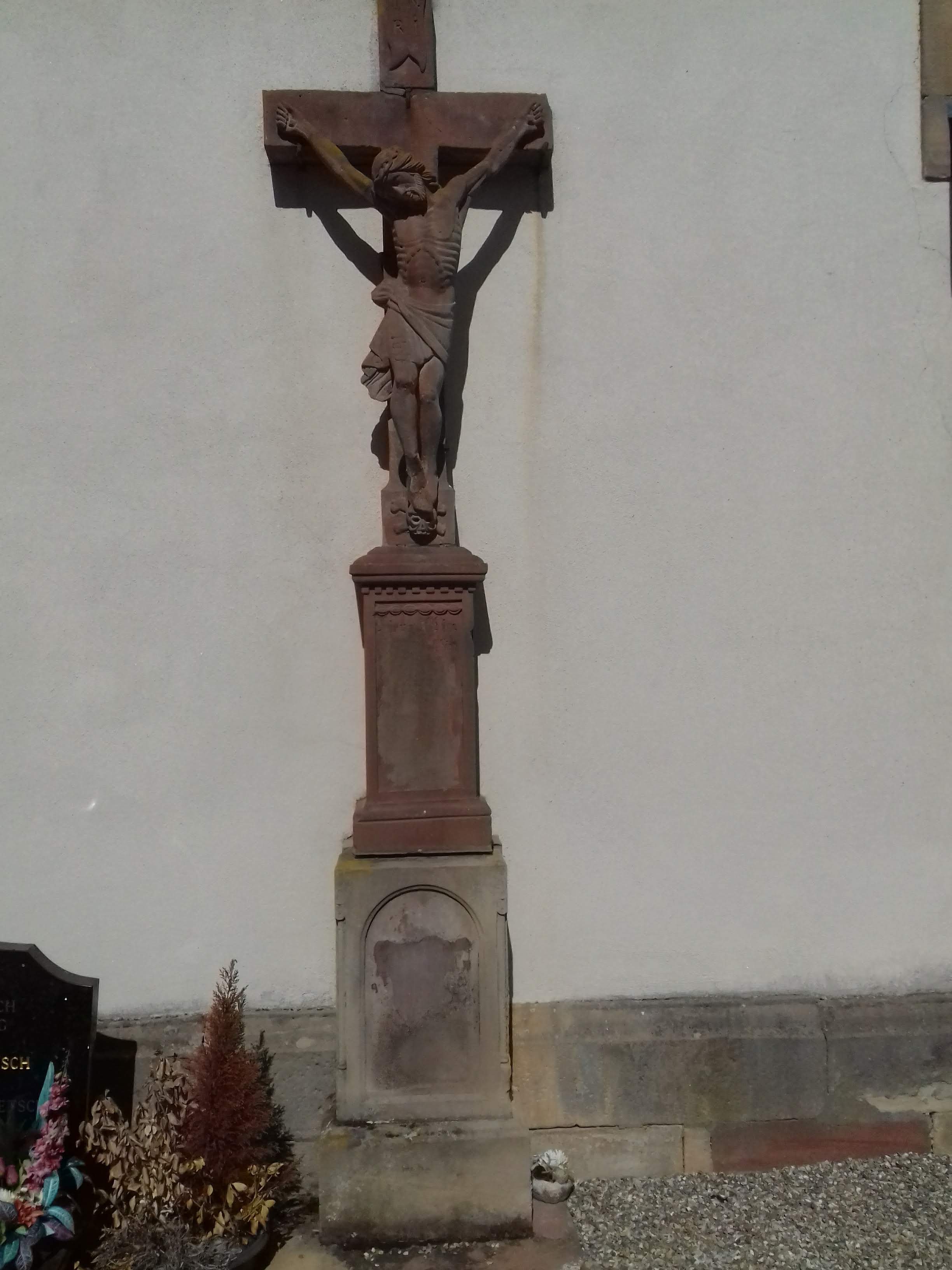
Crucifix église.
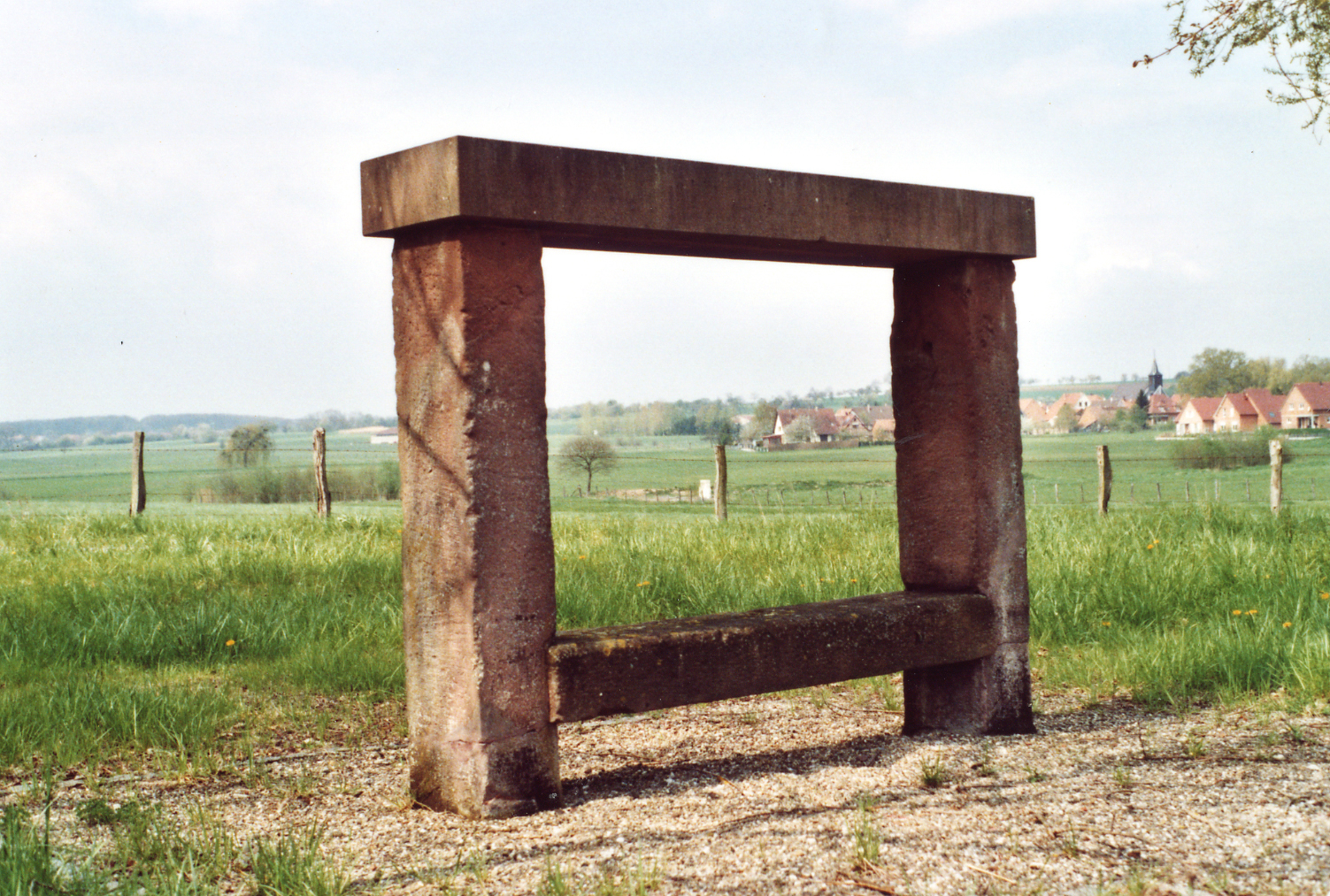
Banc du 2e Empire.
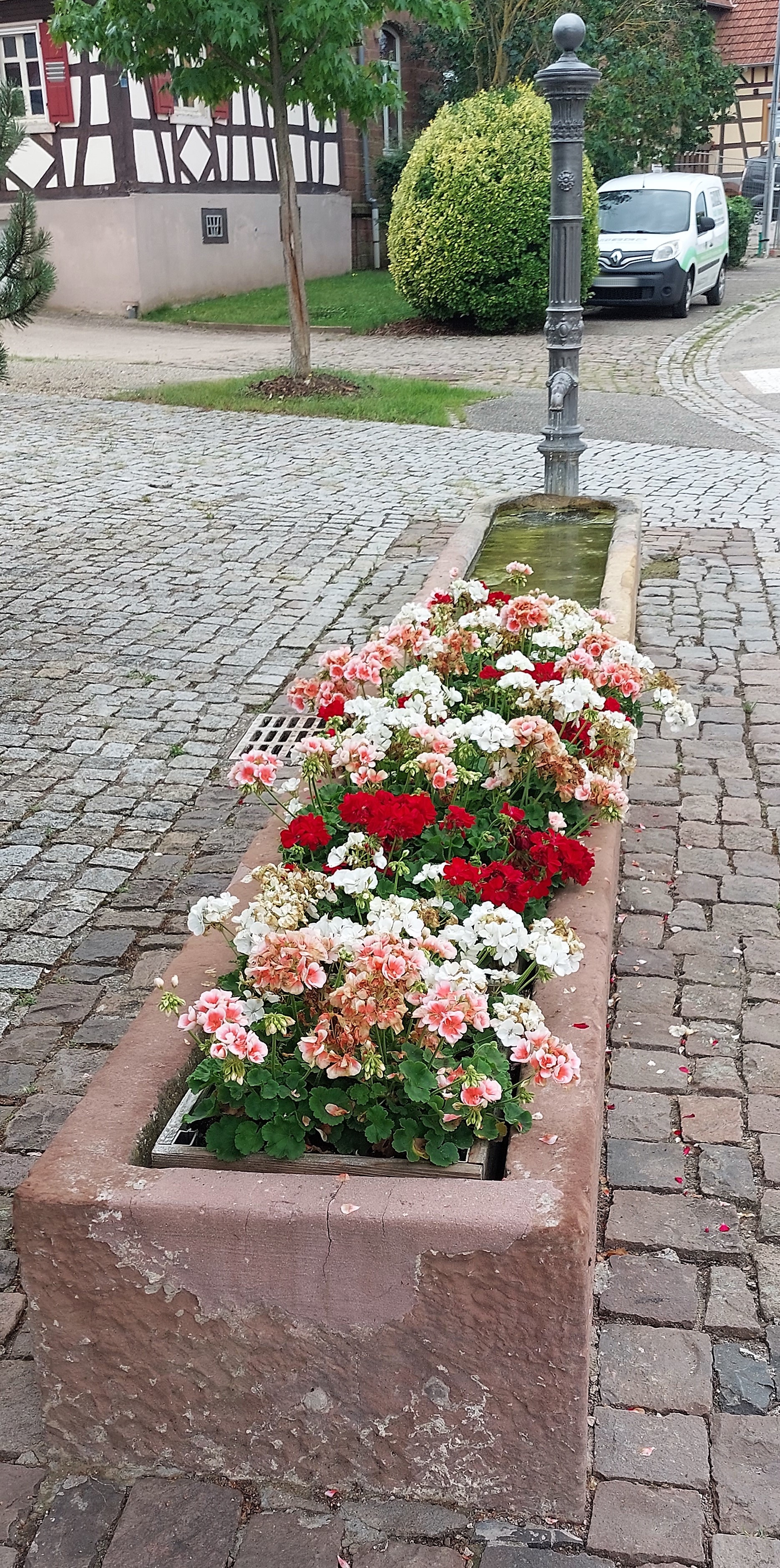
Fontaine près de l'église.
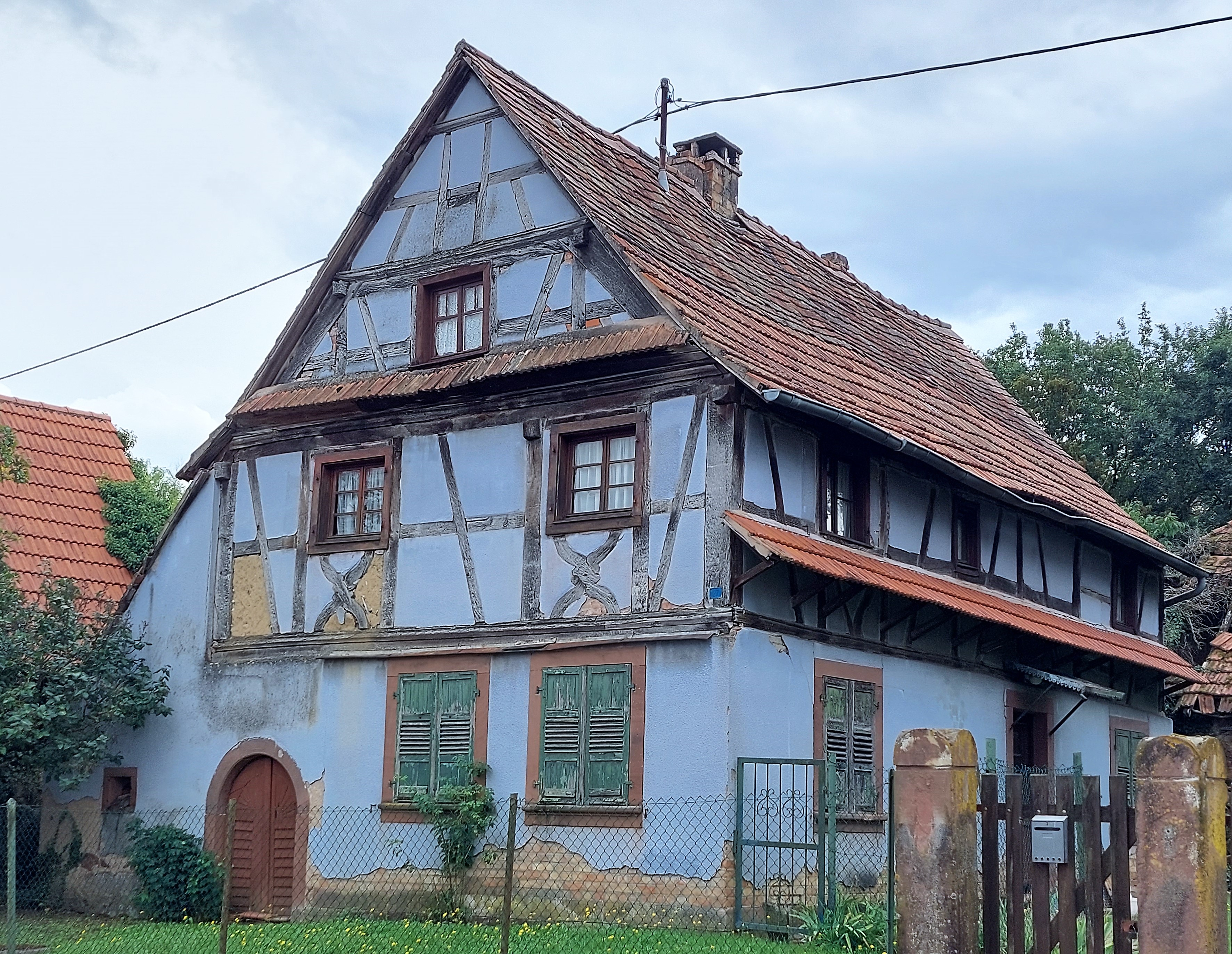
Maison à colombages.

- Église Sainte-Marguerite de 1769[33],[34].

Vitraux de 1949, une des premières réalisations du maître-verrier Tristan Ruhlmann,
Le mobilier de l'église Sainte-Marguerite.
* Ensemble de 4 tableaux : Evangélistes.
* Ensemble de deux statues : anges.
* Statue : sainte Marguerite.
* Façade du buffet d'orgue des facteurs Moeller établis à Oberbronn,,,.
* Cloche.
* Ostensoir.
- Sculpture « tête de lion » trouvée en lisière de l'ancienne route romaine qui menait de Morsbronn-les-Bains à Laubach ; elle proviendrait de l'ancienne villa Aginoni. Elle est insérée dans un mur de la grange sise 8, rue du Verger (Hintergasse).
- Croix et calvaires :

* Croix de cimetière.
* Croix monumentale,.
* Croix de chemin,.
Calvaire,.
- Banc-reposoir napoléonien du 2e Empire.
- Patrimoine architectural rural :

Fontaine publique sur la place du village. À l'origine, l'eau était amenée sur une distance de 350 mètres, le long de l'actuelle rue du Verger, à l'aide de troncs d'arbres évidés.
Auge-abreuvoir.
Fermes,.

### Personnalités liées à la commune
- Georges Zugmeyer, né le 21 septembre 1888 à Hegeney et décédé le 15 juin 1958 à Avion (Pas-de-Calais). Maître-sondeur. Chevalier de la Légion d'honneur en 1947.
- Père Aloyse Riegert, né le 22 juillet 1908 à Hegeney et décédé le 27 novembre 1968 au Togo à Lomé. Directeur général des écoles catholiques du Togo jusqu'en 1956[56].
- Père Roger Moritz, Société des Missions Africaines. Missionnaire au Togo. Curé de Saint-Pierre (1993-2011), de Mittelbergheim (1994-2009). Directeur du séminaire de Saint-Pierre[57].